# Воскоїд строкатоволий
Воскоїд строкатоволий (Indicator maculatus) — вид дятлоподібних птахів родини воскоїдових (Indicatoridae).

## Поширення
Птах поширений в Західній та Центральній Африці від Сенегалу до Уганди.

## Спосіб життя
Живиться бджолиним воском, яйцями і личинками бджіл, різними комахами, в тому числі мухами, жуками і їх яйцями. Представники виду практикують гніздовий паразитизм.